# Saffische strofe
Een saffische strofe is een versvorm genoemd naar de dichteres Sappho. Deze vorm bestaat uit drie saffische hendecasyllabi (elf lettergrepen) en een adoneus (vijf lettergrepen: een dactylus gevolgd door een spondeus, lang-kort-kort-lang-lang).
Het metrum of de versvoet van een saffische strofe ziet er zo uit: (- = lang uitgesproken lettergreep, {\displaystyle \smile } = kort uitgesproken lettergreep)
— {\displaystyle \smile } | — X | — {\displaystyle \smile \smile } | — {\displaystyle \smile } | — — | (x3)
— {\displaystyle \smile \smile } | — — |
({\displaystyle \smile } = daling, — = heffing, X = heffing of daling)

## Gebruik
Verschillende dichters hebben saffische strofen in hun gedichten gebruikt. 

### Sappho
Sappho van Lesbos is de grondlegster van de versvoet. Ze leefde omstreeks 600 v. Chr en schreef in een Aeolisch dialect van het Grieks.

De eerste strofe van fragment 31 van Sappho is een voorbeeld van een saffische strofe:
Φαίνεταί μοι κῆνος ἴσος θέοισιν
ἔμμεν᾽ ὤνηρ, ὄττις ἐνάντιός τοι
ἰσδάνει καὶ πλάσιον ἆδυ φωνεί-
σας ὐπακούει

De Nederlandse literaire vertaling uit Griekse varia van Dr. W. E. J. Kuiper (Haarlem, 1956) luidt:
Die schijnt mij den goden gelijk te zijn, de
mens, die tegenover u nederzit en
aanhoort stil, zo dicht u nabij, den zoeten
zang uwer woorden

### Alkaios
Ook Sappho's tijdgenoot Alkaios paste de vorm toe.

### Catullus
Catullus heeft saffische strofen gebruikt waaronder in Carmen 51. Hij leefde van 84 tot 54 v. Chr.
De eerste strofe van Carmen 51:
Ille mi par esse deo videtur
ille, si fas est, superare divos
qui sedens adversus identidem te
spectat et audit
(Vertaling: 
Die schijnt mij als een god te zijn,
Die, als het mag worden gezegd, de goden overtreft
en telkens weer tegenover u zit en
kijkt en luistert)

### Horatius
In de Romeinse tijd dient ook Horatius vermeld te worden die in de Oden van de Carmina ook teruggreep naar de versvorm.

### Overige
Vondel gebruikte een variant van deze strofevorm (in navolging van Horatius) voor zijn lyrische gedicht over de opening van het Athenaeum Illustre (1632); sindsdien is de horatiaanse strofe in de Nederlandse literatuur lang populair geweest. Recenter is er in het Engels werk van Isaac Watts, Algernon Swinburne, Rudyard Kipling en Allen Ginsberg met saffische strofen. In het Duits zijn er voorbeelden van August von Platen-Hallermünde en Harald Hartung, in het Italiaans van Nobelprijswinnaar Giosuè Carducci en Giovanni Pascoli, in het Spaans van Miguel de Unamuno.